# Yoostar
Yoostar är ett videobaserat spelsystem utvecklat av Yoostar Entertainment Group som tillåter användare att sätta sig in i film- eller TV-scener och spela in sig själv ihop med filmernas ursprungliga skådespelare och lägga upp den resulterande videon på Yoostars hemsida, liksom i sociala medier som Facebook, YouTube eller MySpace. Spelet är en sorts "video karaoke", då spelet bedömer individernas föreställningar. 
Yoostar Entertainments första produkt - Yoostar 1 till PC och Mac - gavs ursprungligen ut i en exklusiv marknadsföringspartnerskap med varuhuskedjan Bloomingdale's den 26 augusti 2009, samt på Amazon.com och i utvalda Best Buy-butiker den 23 oktober 2009. Produkten blev tillgänglig i Best Buy-platser över hela USA den 8 november 2009.
Yoostar 2 till Xbox 360 Kinect och Playstation Move gavs ut i Nordamerika den 8 mars 2011. På hösten 2011 samarbetade Yoostar med MTV för att tillåta användare att spela huvudrollen i scener från MTV:s TV-program och musikvideor. Yoostar on MTV' till Xbox 360 Kinect gavs ut i Nordamerika den 15 november 2011.

## Yoostar 2
Den 15 juni 2010, för att sammanfalla med början på Electronic Entertainment Expo år 2010, meddelade Yoostar en andra version av spelet och lanserade en ny hemsida vid namn Yoostar 2. Yoostar 2 är spelbart via Kinect till Xbox 360 och Playstation Eye (med Playstation Move som tillval) till Playstation 3. Yoostar 2 innehåller 80 filmscener från större Hollywood-filmbolag, med hundratals extra scener tillgängliga för nedladdning. Användare kan ladda upp och dela sina videoklipp med vänner och lägga upp sina framträdanden på Facebook. Användare kan även betygsätta och se över andra föreställningar och ge och ta emot utmärkelser. Man tjänar in poäng för social aktivitet. 
| Titel                            | Scen(er)                                                           |
| -------------------------------- | ------------------------------------------------------------------ |
| 300                              | This is Sparta! & Tonight we dine in hell!                         |
| Along Came Polly                 | Me no estas too good.                                              |
| American Pie                     | Stifler's mom                                                      |
| Änglar och demoner               | A Vatican jet is standing by                                       |
| Animal House                     | You're expelled!                                                   |
| Apollo 13                        | Houston, we have a problem                                         |
| Baby Mama                        | Here come yo' baby mama                                            |
| Beverly Hills Cop                | Herpes simplex 10.                                                 |
| Blazing Saddles                  | I was born here, and I was raised here.                            |
| The Blues Brothers               | It's 106 miles to Chicago.                                         |
| Casablanca                       | Here's looking at you, kid.                                        |
| Coming to America                | I want to tear you apart.                                          |
| CSI: Miami                       | Gator bait!                                                        |
| Employee of the Month            | Call an emergency staff meeting!                                   |
| Ferris Bueller's Day Off         | Bueller? Bueller? Bueller?                                         |
| Forrest Gump                     | It's a household name.                                             |
| Frankenstein                     | It's Alive!                                                        |
| Gudfadern                        | An offer he can't refuse.                                          |
| Grease                           | What's the matter – you afraid?                                    |
| Baksmällan                       | One-man wolf pack. & Oh, Lord – it's Mike Tyson                    |
| The Italian Job                  | I'm Handsome Rob.                                                  |
| Karate Kid: Sanningens ögonblick | Wax on, wax off                                                    |
| Kick Ass                         | You lookin' at me? & Nobody's tried to be a superhero?             |
| Kindergarten Cop                 | It's not a tumor!                                                  |
| Mad Men                          | Enjoying the company of women.                                     |
| Familjen är värre                | Look at this! & That weird shrine thing.                           |
| Meet the Parents                 | Can you deal with that!                                            |
| Mumien                           | Protect and watch over me.                                         |
| Norbit                           | I haven't touched your seat.                                       |
| Den galna professorn             | Dinner with the Klumps.                                            |
| The Princess Bride               | Tale of the 6-fingered man.                                        |
| Rocky                            | What about my prime, Mick?                                         |
| Rocky Balboa                     | People see me, and they think of you.                              |
| Shaun of the Dead                | Zombie Soundtrack                                                  |
| Slagskott                        | The finer points of hockey.                                        |
| Spiderwick                       | Jared meets Thimbletack                                            |
| Star Trek: The Next Generation   | Locutus of Borg: Resistance is futile.                             |
| Star Trek: The Original Series   | What killed these tribbles?                                        |
| Superman Returns                 | Superman saves an airplane                                         |
| The Terminator                   | I'll be back                                                       |
| Tropic Thunder                   | Agent Pecker on the line. & A sweet, cuddly, vicious little panda! |
| Up in Smoke                      | Anybody got any coffee?                                            |
| Trollkarlen från Oz              | Dorothy meets the Scarecrow                                        |
| Clash of the Titans              | Defeat the Kraken! (Hollywood Set)                                 |
| Gladiator                        | A gladiator before the cheering masses (Hollywood Set)             |
| I Am Legend                      | I can save you! (Hollywood Set)                                    |
| King Kong                        | The wrath of Kong (Hollywood Set)                                  |
| The Matrix                       | The One commands 'The Matrix' (Hollywood Set)                      |
| The Matrix Revolutions           | Outmaneuver the Sentinel army (Hollywood Set)                      |
| Men in Black                     | Confront the Bug (Hollywood Set)                                   |
| Scarface                         | Say hello to my little friend (Hollywood Set)                      |
| Star Trek: The Next Generation   | Enterprise-D bridge (Hollywood Set)                                |
| Top Gun                          | Flight Simulator (Hollywood Set)                                   |

Följande nedladdningsbara scener (DLC) finns som enskilda scener samt är tillgängliga i olika förpackningar
| Titel                           | Scen(er)                                          | Förpackning                                               | Tillgängligt | Releasedatum |
| ------------------------------- | ------------------------------------------------- | --------------------------------------------------------- | ------------ | ------------ |
| 300                             | This Is Sparta! (Extended Version)                |                                                           | Ja           | 3/15/2011    |
| 300                             | A Beast Approaches                                | 300 Pack                                                  | Ja           | 6/28/2011    |
| 300                             | Atop Xerxes’ Throne (Hollywood Set)               | 300 Pack                                                  | Ja           | 6/28/2011    |
| 300                             | Come Back With Your Shield, Or On It              | 300 Pack                                                  | Ja           | 6/28/2011    |
| Meet the Parents                | Please Step Aside, Sir                            | Blockbusters Pack                                         | Ja           | 4/12/2011    |
| The Terminator                  | You Know Your Weapons                             | Blockbusters/The Hits Pack                                | Ja           | 4/26/2011    |
| 300                             | Spartans! Prepare For Glory!                      | Blockbusters/The Hits Pack                                | Ja           | 4/5/2011     |
| Zoolander                       | Derek's 'Eugoogly'                                | Blockbusters/The Hits Pack                                | Ja           | 4/12/2011    |
| Baksmällan                      | Am I Missing a Tooth?                             | Blockbusters/The Hits/The Hangover Pack                   | Ja           | 4/12/2011    |
| När lammen tystnar              | Inside Dr. Lecter's Cell (Hollywood Set)          |                                                           | Ja           | 3/22/2011    |
| Batman                          | Batwing (Hollywood Set)                           | Superheroes/Heroes Pack                                   | Ja           | 4/5/2011     |
| Batman                          | Get in the car! (Hollywood Set)                   | Superheroes Pack                                          | Ja           | 4/26/2011    |
| Superman Returns                | Save Metropolis! (Hollywood Set)                  | Superheroes/Heroes Pack                                   | Ja           | 4/26/2011    |
| Superman Returns                | No Brakes!                                        | Superheroes/Heroes Pack                                   | Ja           | 5/4/2011     |
| Kick Ass                        | Why are you dressed like Kick-Ass?                | Superheroes/Heroes Pack                                   | Ja           | 4/5/2011     |
| Kick-Ass                        | Superheroes 'Kick Ass' Ride! (Hollywood Set)      | Heroes Pack                                               | Ja           | 6/28/2011    |
| Star Trek II: The Wrath of Khan | Khaaaaan!                                         |                                                           | Ja           | 3/8/2011     |
| Along Came Polly                | Rueben commits a dating foul                      | Ben Stiller Pack                                          | Ja           | 3/22/2011    |
| Animal House                    | Toga! Toga!                                       |                                                           | Ja           | 3/29/2011    |
| Animal House                    | Double secret probation                           |                                                           | Ja           | 4/5/2011     |
| Forrest Gump                    | I know what love is                               |                                                           | Ja           | 3/22/2011    |
| CSI                             | I’m done being a rogue                            |                                                           | Ja           | 3/22/2011    |
| Beverly Hills Cop               | We don’t drink on duty                            | Legends Pack                                              | Ja           | 4/12/2011    |
| Kindergarten Cop                | My dad is…                                        |                                                           | Ja           | 3/22/2011    |
| Baksmällan                      | What’s the last thing we remember?                | The Hangover Pack                                         | Ja           | 3/29/2011    |
| Familjen är värre               | I’m lookin’ and I’m likin’                        | Ben Stiller Pack                                          | Ja           | 3/29/2011    |
| Hotel for Dogs                  | Keep your paws inside the vehicle                 | Kids Pack                                                 | Ja           | 3/29/2011    |
| Platoon                         | Make it out of here                               |                                                           | Ja           | 4/5/2011     |
| Meet the Parents                | Practice proposal                                 | The Hits Pack                                             | Ja           | 4/26/2011    |
| Fletch                          | John who?                                         |                                                           | Ja           | 5/10/2011    |
| Forrest Gump\|                  | A bullet in the buttocks                          | Legends Pack                                              | Ja           | 4/12/2011    |
| The Terminator                  | I love you, too, sweetheart                       | Legends Pack                                              | Ja           | 4/12/2011    |
| The Godfather                   | Luca Brasi and Don Corleone                       | Legends Pack                                              | Ja           | 4/26/2011    |
| Rocky II                        | I am a fighter                                    | Legends Pack                                              | Ja           | 4/26/2011    |
| Star Trek Generations           | I take it the odds are against us                 | Captain Picard Pack                                       | Ja           | 4/26/2011    |
| Beverly Hills Cop II            | You’ve stolen this house                          |                                                           | Ja           | 4/26/2011    |
| Ghostbusters                    | Slimer Attacks! (Hollywood Set)                   |                                                           | Ja           | 3/29/2011    |
| King Kong                       | Kong Hails a Cab (Hollywood Set)                  |                                                           | Ja           | 4/26/2011    |
| Barney & Friends                | Row, Row, Row Your Boat                           |                                                           | Ja           | 3/15/2011    |
| Star Trek: The Next Generation  | I Like My Species The Way It Is                   | Star Trek 5 Scene Pack                                    | Ja           | 4/5/2011     |
| Star Trek: The Next Generation  | Q You Are Not God                                 | Star Trek 5 Scene Pack, Captain Picard Scene Pack         | Ja           | 4/5/2011     |
| Star Trek: The Original Series  | Splendid Examples Of Homo Sapiens                 | Star Trek 5 Scene Pack                                    | Ja           | 4/5/2011     |
| Star Trek: The Original Series  | Fight The Gorn!                                   | Star Trek 5 Scene Pack                                    | Ja           | 4/8/2011     |
| Star Trek: The Original Series  | I Am In Command Here                              | Star Trek 5 Scene Pack                                    | Ja           | 4/5/2011     |
| Tropic Thunder                  | Please Don't Hurt Me!                             |                                                           | Ja           | 3/8/2011     |
| Forrest Gump                    | Life Is Like A Box Of Chocolates                  |                                                           | Ja           | 3/8/2011     |
| Trollkarlen från Oz             | Dorothy Meets The Cowardly Lion                   | The Wizard of Oz Scene Pack, Classic Hollywood Scene Pack | Ja           | 3/15/2011    |
| The Godfather                   | I Ask You For Justice                             |                                                           | Ja           | 3/8/2011     |
| Meet the Parents                | You Lost My Bag!                                  | Ben Stiller Pack                                          | Ja           | 3/15/2011    |
| Video Background                | Turquoise Lagoon And Waterfall                    |                                                           | Ja           | 3/15/2011    |
| Grease                          | She Looks Too Pure To Be Pink                     |                                                           | Ja           | 3/15/2011    |
| CSI: Miami                      | You Work As An Alias?                             |                                                           | Ja           |              |
| Hot Fuzz                        | Everyone And Their Mums                           |                                                           | Ja           | 4/5/2011     |
| The Blues Brothers              | We got both kinds: country and western            |                                                           | Ja           | 4/12/2011    |
| Blade Runner                    | Voight-Kampff empathy test                        | Blade Runner Pack                                         | Ja           | 5/3/2011     |
| Blade Runner                    | More human than human                             | Blade Runner Pack                                         | Ja           | 5/3/2011     |
| Blade Runner                    | Flying over L.A. in the year 2019 (Hollywood Set) | Blade Runner Pack                                         | Ja           | 5/3/2011     |
| Beverly Hills Cop               | They're Supercops                                 | Hits Of The '80s Pack                                     | Ja           | 4/19/2011    |
| Coming to America               | Why Don't We Go For A Cool Million?               | Hits Of The '80s Pack                                     | Ja           | 4/19/2011    |
| National Lampoon's Vacation     | Sit down and shut up                              | Hits Of The '80s Pack                                     | Ja           | 4/19/2011    |
| The Princess Bride              | A visit to Miracle Max                            | Hits Of The '80s Pack                                     | Ja           | 4/19/2011    |
| Valley Girl                     | Tommy is so tubular and all                       | Hits Of The '80s Pack                                     | Ja           | 4/19/2011    |
| Kindergarten Cop                | I'm not a policeman – I'm a princess              |                                                           | Ja           | 4/19/2011    |
| Shaun of the Dead               | How can 5 people operate 1 gun?                   |                                                           | Ja           | 4/19/2011    |
| Mumien                          | You're with me on this?                           |                                                           | Ja           | 4/19/2011    |
| The Princess Bride              | To the pain                                       |                                                           | Ja           | 4/19/2011    |
| Video Background                | Underwater Bliss                                  |                                                           | Ja           | 4/19/2011    |
| Baksmällan                      | I'm going to propose to Melissa                   | The Hangover Pack                                         | Ja           | 4/26/2011    |
| Spiderwick                      | Ride the Griffin!                                 | Kids Pack                                                 | Ja           | 4/26/2011    |
| Barney & Friends                | The Rocket Song                                   | Kids Pack                                                 | Ja           | 4/26/2011    |
| Trollkarlen från Oz             | Is that the witch?                                | Kids Pack                                                 | Ja           | 5/31/2011    |
| Trollkarlen från Oz             | Toto didn't mean to                               | Kids Pack                                                 | Ja           | 5/31/2011    |
| The Big Lebowski                | I'm The Dude!                                     | The Big Lebowski Scene Pack                               | Ja           | 5/3/2011     |
| Crank                           | Who are you?                                      |                                                           | Ja           | 5/3/2011     |
| 300                             | Xerxes' great beast advances (Hollywood Set)      | Hollywood Sets Pack                                       | Ja           | 5/3/2011     |
| The Terminator                  | You're Terminated (Hollywood Set)                 | The Terminator Scene Pack                                 | Ja           | 5/3/2011     |
| Clash of the Titans             | Tremble before the Kraken!                        | Hollywood Sets Pack                                       | Ja           | 5/3/2011     |
| The Fast and the Furious        | Drag Race                                         | Hollywood Sets Pack                                       | Ja           | 5/31/2011    |
| G.I. Joe: The Rise of Cobra     | Missile Chase                                     | Hollywood Sets Pack                                       | Ja           | 5/3/2011     |
| Tropic Thunder                  | A pandacide                                       | Hollywood Sets Pack                                       | Ja           | 5/3/2011     |
| The Princess Bride              | You killed my father – prepare to die!            |                                                           | Ja           | 5/3/2011     |
| Star Trek Generations           | The death of Kirk                                 | Captain Picard Scene Pack                                 | Ja           | 5/3/2011     |
| Red River                       | I'm gonna kill you                                |                                                           | Ja           | 5/3/2011     |
| Maratonmannen                   | Is it safe?                                       |                                                           | Ja           | 5/3/2011     |
| Borta med vinden                | Has the war started?                              |                                                           | Ja           | 5/3/2011     |